# Тафгай
Тафгай (он же — «полицейский» или «телохранитель», от англ. tough guy, букв. «жёсткий», «крутой парень»; также употребляются английские термины enforcer, fighter) — игрок хоккейной команды, основной задачей которого является препятствование развитию успеха соперников силовыми приёмами, устрашение противника, выключение из игры наиболее опасных форвардов команды-соперника.
После необычного локаута в НХЛ в сезоне 2004/2005, с введением жёсткого потолка зарплат и ужесточением правил, спрос на услуги тафгаев резко упал, команды предпочитают им игроков, которые совмещают в себе бойцовские качества с хоккейным мастерством. В связи с указанными обстоятельствами, попутно с хоккейным стажем игроки стараются набраться опыта в различных кулачных единоборствах (с хоккейной спецификой, где позволительно бить и удерживать соперника за одежду одновременно и вместе с тем затруднены передвижения на льду на коньках в отличие от перемещения на ринге или на ковре).
Роль тафгаев на льду не сводится к одному лишь участию в драках (хотя она остаётся под номером один в списке), а предполагает разнообразную тактику их задействования в различных ситуациях, где грубая сила может решить возникшие трудности. Многие форварды обязаны своей сверхрезультативной карьерой своим ассистентам из числа тафгаев, которых соперники просто боялись. К примеру, для Уэйна Гретцки таковым являлся Дэйв Семенко.